# Erodium laciniatum
Erodium laciniatum är en näveväxtart som först beskrevs av Antonio José Cavanilles, och fick sitt nu gällande namn av Carl Ludwig von Willdenow. Erodium laciniatum ingår i släktet skatnävor, och familjen näveväxter. Inga underarter finns listade i Catalogue of Life.